# Phare de Frailes del Sur
Le phare de Frailes del Sur (en espagnol : Faro de Frailes del Sur) est un phare actif situé sur l'îlot de Frailes del Sur (ceb), dans la province de Los Santos. Il est géré par la Panama Canal Authority 

## Histoire
Frailes del Sur est un îlot d'un groupe de récifs au sud de la péninsule d'Azuero.
Le phare est situé sur cet îlot rocheux qui se trouve à environ 25 km au sud-ouest du cap Mala.

## Description
Ce phare est une tour pyramidale en béton à claire-voie, avec une galerie et une balise de 12 m de haut. La tour est peinte en blanc . Il émet, à une hauteur focale de 20 m, un éclat rouge par période de 5 secondes. Sa portée est de 9 milles nautiques (environ 17 km).
Identifiant : ARLHS : PAN025 - Amirauté :
G3246 - NGA : 111-0044 .

### Lien connexe
- Liste des phares du Panama